# Eleccions al Parlament de Navarra de 2015
Les eleccions al Parlament de Navarra de 2015 tingueren lloc el 24 de maig de 2015 en el marc de les eleccions autonòmiques espanyoles de 2015, que van donar començament a la IX legislatura de Navarra. S'escolliren 50 diputats del Parlament de Navarra.

## Resultats
Els resultats de les eleccions foren els següents:
| ← Eleccions al Parlament de Navarra de 2015 → |                                                                              |        |       |        |      |
| President i govern | Partit                                                                       | Vots   | %     | Escons | +/–  |
| - Presidenta: Uxue Barkos - Govern: Geroa Bai, EH Bildu, Podemos, I-E - Cens: 501 267 - Participació: 342 173 (68,26%) - Abstenció: 159 094 (31,74%) - Vàlids: 337 895 - A candidatura: 331 285 (98,04%) | Unió del Poble Navarrès (UPN)                                                | 92 705 | 27,44 | 15     | –4   |
| - Presidenta: Uxue Barkos - Govern: Geroa Bai, EH Bildu, Podemos, I-E - Cens: 501 267 - Participació: 342 173 (68,26%) - Abstenció: 159 094 (31,74%) - Vàlids: 337 895 - A candidatura: 331 285 (98,04%) | Geroa Bai (GBai)                                                             | 53 497 | 15,83 | 9      | +1 a |
| - Presidenta: Uxue Barkos - Govern: Geroa Bai, EH Bildu, Podemos, I-E - Cens: 501 267 - Participació: 342 173 (68,26%) - Abstenció: 159 094 (31,74%) - Vàlids: 337 895 - A candidatura: 331 285 (98,04%) | Euskal Herria Bildu (EH Bildu)                                               | 48 166 | 14,25 | 8      | +1 b |
| - Presidenta: Uxue Barkos - Govern: Geroa Bai, EH Bildu, Podemos, I-E - Cens: 501 267 - Participació: 342 173 (68,26%) - Abstenció: 159 094 (31,74%) - Vàlids: 337 895 - A candidatura: 331 285 (98,04%) | Podemos-Ahal Dugu                                                            | 46 207 | 13,67 | 7      | +7   |
| - Presidenta: Uxue Barkos - Govern: Geroa Bai, EH Bildu, Podemos, I-E - Cens: 501 267 - Participació: 342 173 (68,26%) - Abstenció: 159 094 (31,74%) - Vàlids: 337 895 - A candidatura: 331 285 (98,04%) | Partit Socialista de Navarra (PSN-PSOE)                                      | 45 164 | 13,37 | 7      | –2   |
| - Presidenta: Uxue Barkos - Govern: Geroa Bai, EH Bildu, Podemos, I-E - Cens: 501 267 - Participació: 342 173 (68,26%) - Abstenció: 159 094 (31,74%) - Vàlids: 337 895 - A candidatura: 331 285 (98,04%) | Partit Popular de Navarra (PP)                                               | 13 289 | 3,93  | 2      | –2   |
| - Presidenta: Uxue Barkos - Govern: Geroa Bai, EH Bildu, Podemos, I-E - Cens: 501 267 - Participació: 342 173 (68,26%) - Abstenció: 159 094 (31,74%) - Vàlids: 337 895 - A candidatura: 331 285 (98,04%) | Izquierda-Ezkerra (I-E)                                                      | 12 482 | 3,69  | 2      | –1   |
| - Presidenta: Uxue Barkos - Govern: Geroa Bai, EH Bildu, Podemos, I-E - Cens: 501 267 - Participació: 342 173 (68,26%) - Abstenció: 159 094 (31,74%) - Vàlids: 337 895 - A candidatura: 331 285 (98,04%) | Ciutadans-Partit de la Ciutadania (Cs)                                       | 9 993  | 2,96  | 0      |      |
| - Presidenta: Uxue Barkos - Govern: Geroa Bai, EH Bildu, Podemos, I-E - Cens: 501 267 - Participació: 342 173 (68,26%) - Abstenció: 159 094 (31,74%) - Vàlids: 337 895 - A candidatura: 331 285 (98,04%) | Partit Animalista Contra el Maltractament Animal (PACMA)                     | 2 304  | 0,68  | 0      |      |
| - Presidenta: Uxue Barkos - Govern: Geroa Bai, EH Bildu, Podemos, I-E - Cens: 501 267 - Participació: 342 173 (68,26%) - Abstenció: 159 094 (31,74%) - Vàlids: 337 895 - A candidatura: 331 285 (98,04%) | Equo-Partido Verde Europeo-Europako Alderdi Berdea (Equo)                    | 2 170  | 0,64  | 0      |      |
| - Presidenta: Uxue Barkos - Govern: Geroa Bai, EH Bildu, Podemos, I-E - Cens: 501 267 - Participació: 342 173 (68,26%) - Abstenció: 159 094 (31,74%) - Vàlids: 337 895 - A candidatura: 331 285 (98,04%) | Unió Progrés i Democràcia (UPyD)                                             | 1 740  | 0,51  | 0      |      |
| - Presidenta: Uxue Barkos - Govern: Geroa Bai, EH Bildu, Podemos, I-E - Cens: 501 267 - Participació: 342 173 (68,26%) - Abstenció: 159 094 (31,74%) - Vàlids: 337 895 - A candidatura: 331 285 (98,04%) | Representación Cannábica Navarra-Nafarroako Ordezkaritza Kanabikoa (RCN-NOK) | 1 733  | 0,51  | 0      |      |
| - Presidenta: Uxue Barkos - Govern: Geroa Bai, EH Bildu, Podemos, I-E - Cens: 501 267 - Participació: 342 173 (68,26%) - Abstenció: 159 094 (31,74%) - Vàlids: 337 895 - A candidatura: 331 285 (98,04%) | Libertad Navarra-Libertate Nafarra (LN)                                      | 955    | 0,28  | 0      |      |
| - Presidenta: Uxue Barkos - Govern: Geroa Bai, EH Bildu, Podemos, I-E - Cens: 501 267 - Participació: 342 173 (68,26%) - Abstenció: 159 094 (31,74%) - Vàlids: 337 895 - A candidatura: 331 285 (98,04%) | Solidaridad y Autogestión Internacionalista (SAIn)                           | 880    | 0,26  | 0      |      |
| - Presidenta: Uxue Barkos - Govern: Geroa Bai, EH Bildu, Podemos, I-E - Cens: 501 267 - Participació: 342 173 (68,26%) - Abstenció: 159 094 (31,74%) - Vàlids: 337 895 - A candidatura: 331 285 (98,04%) | Nuls                                                                         | 4 280  | 1,25  |        |      |
| - Presidenta: Uxue Barkos - Govern: Geroa Bai, EH Bildu, Podemos, I-E - Cens: 501 267 - Participació: 342 173 (68,26%) - Abstenció: 159 094 (31,74%) - Vàlids: 337 895 - A candidatura: 331 285 (98,04%) | En blanc                                                                     | 6 610  | 1,96  |        |      |

a Respecte a Nafarroa Bai, en la qual també estava Aralar.

b Respecte a Bildu, que no incloia Aralar.

## Investidura
La votació de la investidura a President del Govern de Navarra tingué lloc el 20 de juliol al Parlament de Navarra.
| Resultat de la votació de investidura de la Presidenta del Govern de Navarra Majoria absoluta: 26/50 |                                                          |       |    |   |   |   |   |   |   |         |
| Candidata                                                                                            | Data                                                     | Vot   |    |   |   |   |   |   |   | Total   |
| Uxue Barkos (Geroa Bai)                                                                              | 20 de juliol de 2015 Majoria requerida: Absoluta (26/50) | Sí    |    | 9 | 8 | 7 |   |   | 2 | 26 / 50 |
| Uxue Barkos (Geroa Bai)                                                                              | 20 de juliol de 2015 Majoria requerida: Absoluta (26/50) | No    | 15 |   |   |   |   | 2 |   | 17 / 50 |
| Uxue Barkos (Geroa Bai)                                                                              | 20 de juliol de 2015 Majoria requerida: Absoluta (26/50) | Abst. |    |   |   |   | 7 |   |   | 7 / 50  |